# Kupea (arna)
Kupea és un gènere monotípic d'arnes de la família Crambidae descrit per Alfred Philpott el 1930. Conté una sola espècie, Kupea electilis, també coneguda com l'arna de Kupe, endèmica de Nova Zelanda. Està classificat com a «Vulnerable a nivell nacional» (NV) pel Departament de Conservació de Nova Zelanda. La femella de l'espècie es va descobrir per primera vegada el 2012.

## Taxonomia
K. electilis va ser descrit per Alfred Philpott el 1930 amb un exemplar masculí recollit a Birdling's Flat (Nova Zelanda) per Stuling Lindsay al març. George Vernon Hudson va tornar a descriure l'espècie el 1939. David E. Gaskin va discutir l'espècie el 1975 afirmant que, un cop trobada una espècie femenina, s'hauria de valorar la posició sistèmica del gènere. L'exemplar tipus es conserva al Museu de Canterbury.

## Descripció
Les alesdel mascle adult són de color ocre-bronze, que canvien a color gris al disc. Hi ha una marca de color negre marró al disc, seguida d'una barra blanca. Les ales posteriors són marronosos. El mascle té una capacitat limitada de volar. La femella de l'espècie és braquíptera (té unes ales molt reduïdes i no funcionals).

## Distribució
K. electilis és endèmic de Nova Zelanda. Només s'ha registrat en llocs al voltant de Kaitorete Spit, Canterbury (Nova Zelanda). La femella de l'espècie es va descobrir per primera vegada el 2012.

## Cicle biològic
Les larves vieun dins d'un capoll construït de seda i sorra. S'alimenten de trossos secs de la seva planta hoste dins del capoll. Es desconeix el temps en què els adutls estan actius, ja que K. electilis no es veuen atrets per la llum, però s'ha estimat que són actius al crepuscle.

## Hàbitat i planta hoste
Aquesta espècie es desenvolupa a les planes de sorra, darrere de les dunes. L'hoste d'aquesta espècie és la planta endèmica Zoysia minima.

## Estat de conservació
Es considera que Kupea electilis és «Vulnerable a nivell nacional» (NV) en el sistema de classificació d'estat de conservació de Nova Zelanda (New Zealand Threat Classification System, MZTCS). Les principals amenaces a aquesta espècie són el pasturatge de bestiar i la introducció de plagues com els conills que mengen la seva planta hoste, la invasió de males herbes de plantes com la lleteresa de platja (Euphorbia paralias), i el desenvolupament o l'ús del terreny per part de l'ésser humà.